# 延长哀伤障碍
延长哀伤障碍（Prolonged grief disorder，PGD），為一種物理身心病理形容詞，形容家族成員或親密友人等因故離世後，在世者緬懷過往與往生者相處時的記憶時，難以接受離世現實而產生的持續性生理與心理傷害狀態。相關醫學稱呼複雜性悲傷 （醫學縮寫CG）、創傷悲傷 （醫學縮寫TG）、複雜哀慟障礙症（醫學縮寫PCBD）等。

## 醫學徵象
- 無法回憶與往生者相處的記憶。
- 在世者出現較強的自殺意念[5][6]。
- 在世者沉溺於對健康不利的行為（例如抽菸、大量飲用酒精飲料）[7]。

在世者與往生者的關係會影響症狀的嚴重程度。例如往生者的配偶、父母、子女即表現出最嚴重的情況，其次是兄弟姐妹、朋友。而與往生者的主觀親密程度也被發現是延續性哀傷反應的重要預期發生因素，特別是如果往生者沒有留下任何訊息的情境。
延續性哀傷的罹患目前並沒有明確危險因子會發生，當今已知可能會罹患的危險因子包含只發生一次的事件、長期跡象和神經系統異常。只發生一次的事件包含：
- 在醫療院所離世。
- 缺乏對死亡的教育，或者超出預期的過度悲傷。

長期跡象包含：
- 分離焦慮症 （separation anxiety disorder，醫學縮寫SAD）[9]。
- 情感依賴（attachment styles）[10]。

神經系統異常。目前已知疾病可能造成罹患延續性哀傷包含：
- 快速動眼期（Rapid eye movement，醫學縮寫REM）[11]。
- 伏隔核（nucleus accumbens，醫學縮寫NAcc）[12]。

## 備註
1. ↑  World Health Organization(WHO,世界卫生组织). 06 Mental, behavioural or neurodevelopmental disorders(06 精神、行为或神经发育障碍)//ICD-11 for Mortality and Morbidity Statistics[OL],2024-01. https://icd.who.int/browse/2024-01/mms/en?secondLanguageCode=zh#1183832314 （页面存档备份，存于）.
2. ↑  . 2019年2月. ISSN 1478-9515. PMID 30767818. S2CID 73430241. doi:10.1017/s1478951518001013.
3. ↑  . 2011年10月. ISSN 1532-3005. PMID 22282057. doi:10.1002/smi.1429.
4. ↑  . 2020年5月. ISSN 0165-0327. PMID 32663972. doi:10.1016/j.jad.2020.05.049.
5. ↑  . 2022年11月. ISSN 0144-6657. PMID 35869636. doi:10.1111/bjc.12381.
6. ↑  . 1999年12月. PMID 10588419. doi:10.1176/ajp.156.12.1994.
7. ↑  . 1997年5月. PMID 9137115. doi:10.1176/ajp.154.5.616.
8. ↑  . 1991年9月. ISSN 0363-0234. PMID 1759298. doi:10.1111/j.1943-278x.1991.tb00948.x.
9. ↑  . 2006年2月. PMID 16477190. doi:10.1097/01.nmd.0000198146.28182.d5.
10. ↑  . 1998年9月. PMID 9741563. doi:10.1097/00005053-199809000-00008.
11. ↑  . 1997年3月. PMID 9066995. doi:10.1016/S0006-3223(96)00118-7.
12. ↑  . 2008年8月. PMID 18559294. doi:10.1016/j.neuroimage.2008.04.256.

## 外部連結
- 《默克手冊》抑鬱疾病（depressive disorders） （页面存档备份，存于）
- 《Medical News Today》延續性哀傷定義為何? （What Is Prolonged Grief Disorder?） （页面存档备份，存于）